# معبد کنفسیوس

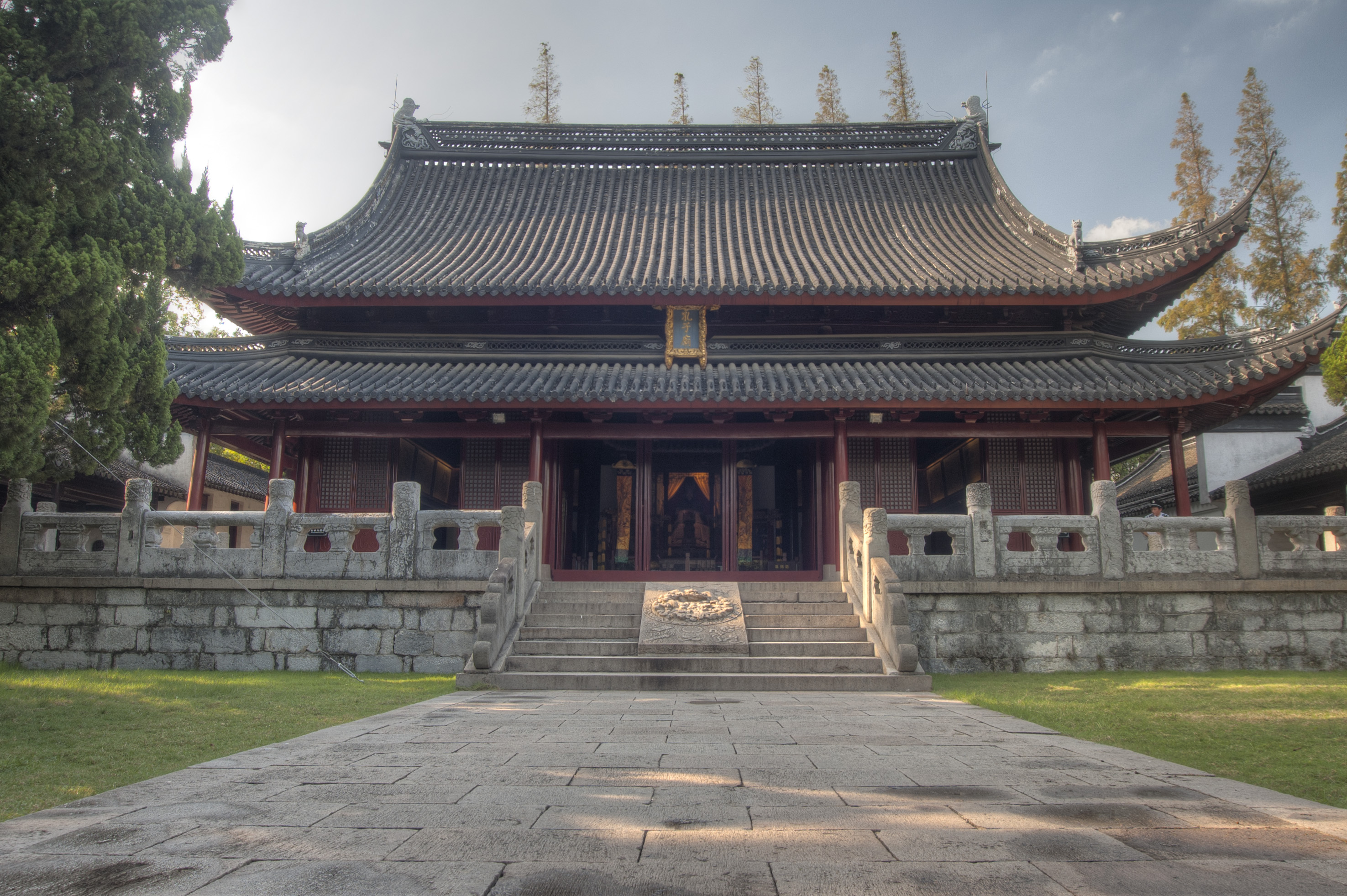
کنگ‌میائو جیادینگ، شانگ‌های.

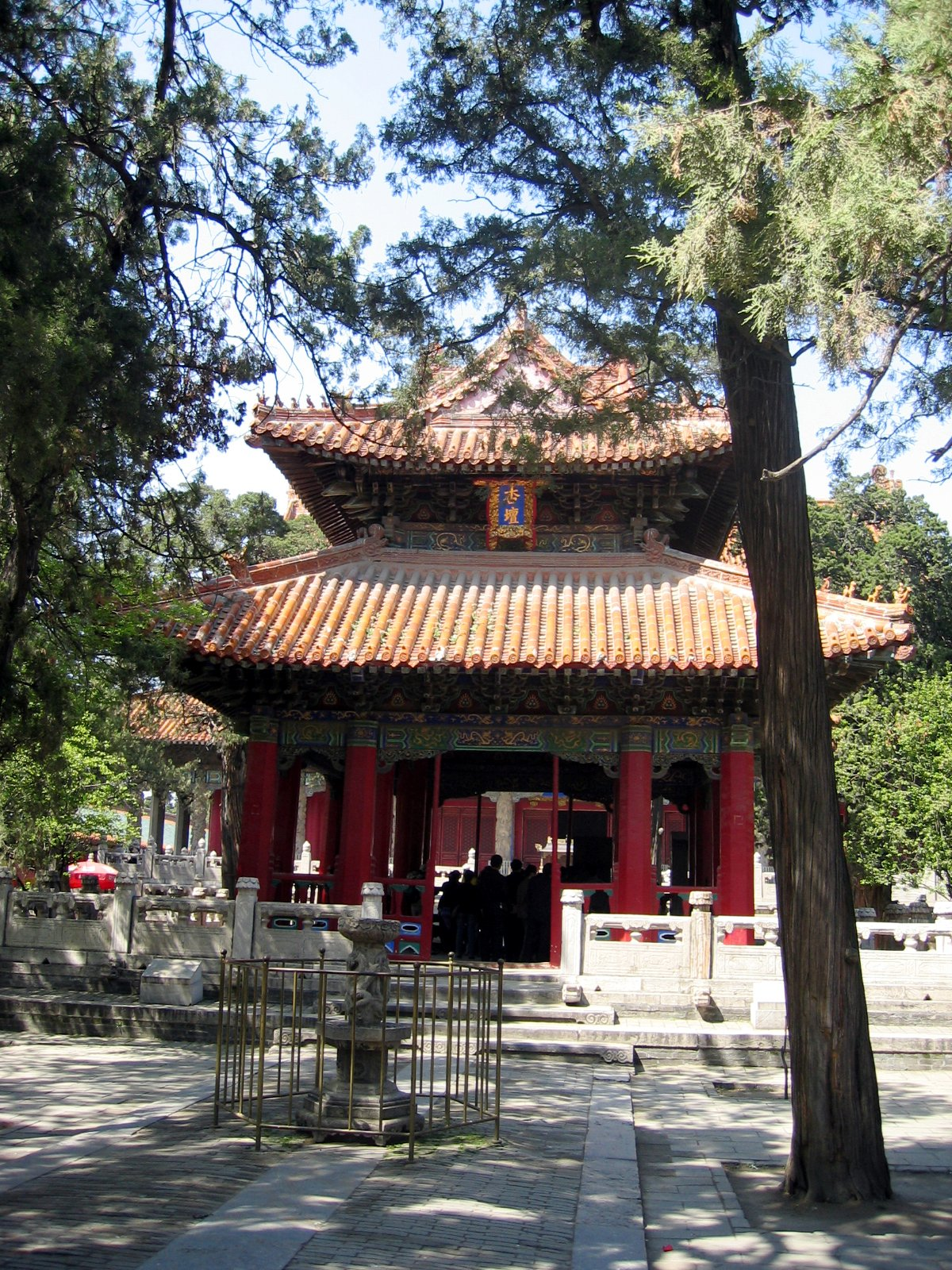
ساختمانی از معبد کنفسیوس در کوفو.

معبد کنفسیوس، معبدی است که به کنفسیوس و خردمندان و فیلسوفان کنفسیوس گرایی به خصوص دوازده نفر از آنها اختصاص داده شده است. بزرگ‌ترین معبد کنفسیوس در کوفو، در استان شاندونگ زادگاه کنفسیوس قرار دارد. این معبد در ۴۷۸ قبل از میلاد یک سال بعد از درگذشت کنفسیوس بنا شده و به مدت بیش از دو هزار سال مرتباً گسترش یافته تا به شکل فعلی خود در آمده است.
بیشترین معبدهای کنفسیوس در چین واقع شده است. معبد کنفسیوس در سایر کشورهای آسیایی از جمله ویتنام، کره شمالی و کره جنوبی، ژاپن ،اندونزی و هنگ‌کنگ، مالزی نیز قرار دارد.